# Geeraard de Duivelsteen

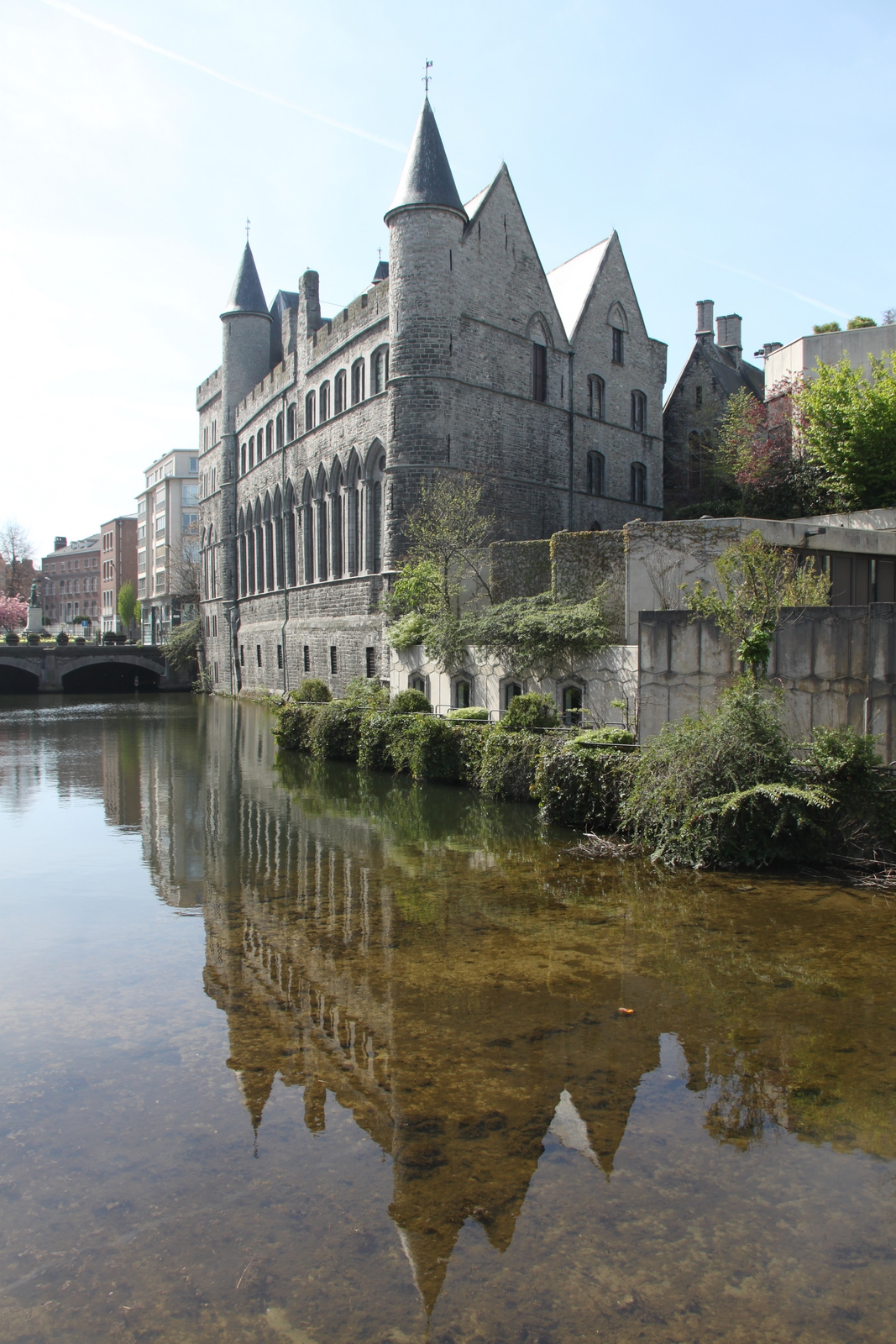
Burg Geeraard de Duivelsteen

Geeraard de Duivelsteen ist eine aus mehreren Gebäudekomplexen unterschiedlicher Zeitepochen bestehende Burganlage, deren älteste Teile aus dem 13. Jahrhundert stammen. Das Gebäudeensemble befindet sich in der belgischen Stadt Gent; benannt wurde die Burg Geeraard de Duivelsteen (Geeraard der Teufelsstein) nach dem Ritter, Grafen und Burgherren Geeraard Vilain (auch unter dem Vornamen Geraad bekannt), der wegen seiner dunklen Hautfarbe Geeraard de Duivel (Geeraard der Teufel) genannt wurde. Das Gebäude beherbergt heute das Reichsarchiv von Gent.

## Galerie

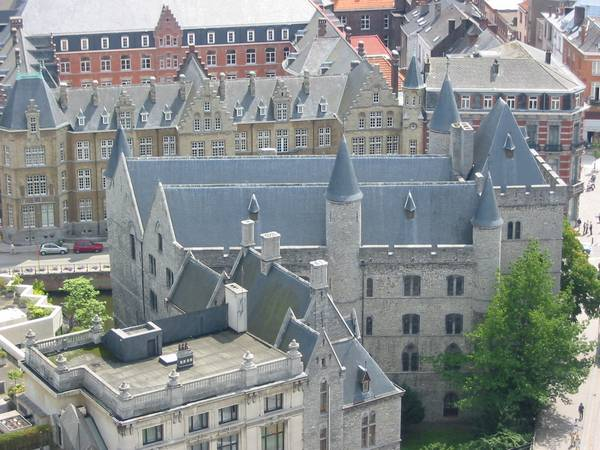
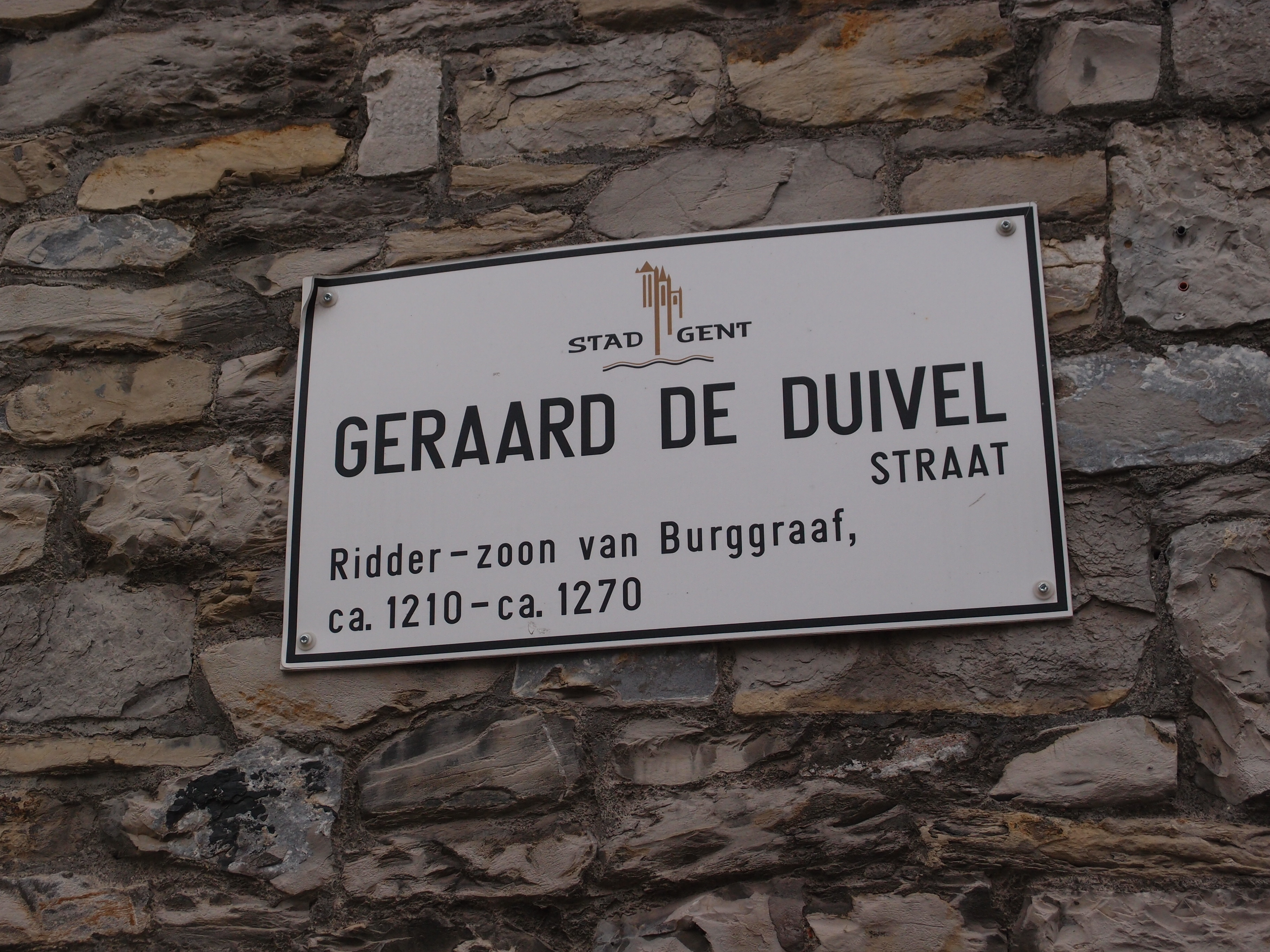
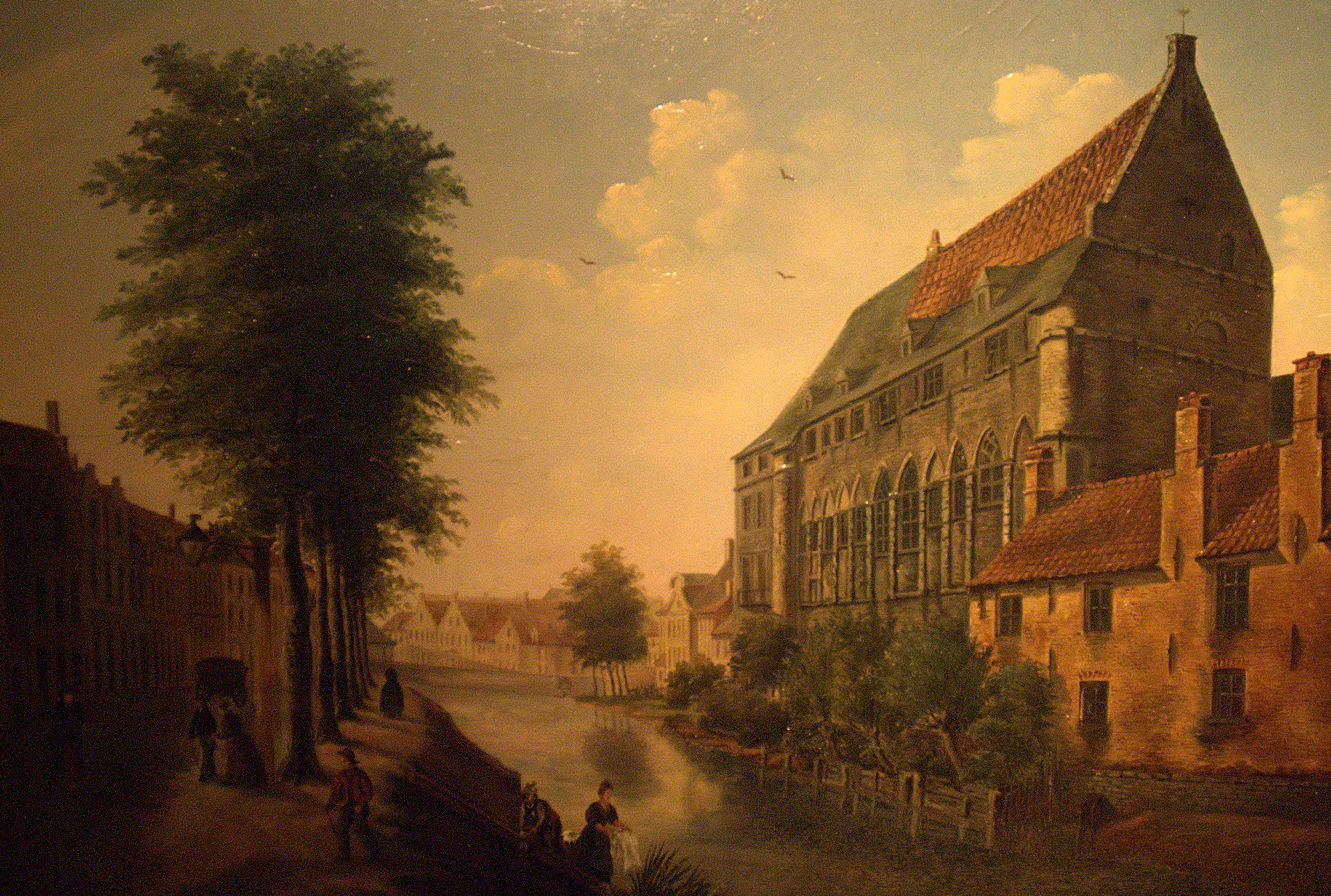